# Список керівників держав 850 року
Список керівників держав 849 року — 850 рік — Список керівників держав 851 року — Список керівників держав за роками

## Європа

### Британські острови
- Шотландія:
  - Альба (королівство) — Кеннет І Сміливий, король (848–858)
  - Стратклайд (Альт Клуїт) — Думнагуал ап Кінан, король (816–850)
- Вессекс — Етельвульф, король (839–856)
- Думнонія — Мордаф ап Хопкін, король (830–850)
- Кент — Етельвульф, король (825–858)
- Мерсія — Беортвульф, король (840–852)
- Нортумбрія — Осберт, король (848–867)
- Східна Англія — Етельверд, король (839–855)
- Уельс:
  - Бріхейніог — Елісед I, король (840–885)
  - Гвент — Мейріг ап Артвайл, король (849–860)
  - Королівство Повіс — Кінген ап Каделл, король (808–855)
  - Гвінед — Родрі ап Мервін, король (844–878)
  - Глівісінг — Ріс ап Артвайл, король (825–856)
  - Сейсіллуг — Гугон ап Меуріг, король (808–871)

### Північна Європа
- Швеція — Улоф I Бйорнссон (845—854/855)
- Данія — Горік I Старий (827—854)
- Ірландія — Маел Сехнайлл мак Маел Руанайд, верховний король (846–862)
- Норвегія:
  - Вестфольд — Хальвдан Чорний, конунг

### Західне Франкське королівство—Карл II Лисий, король (843–877)
- Аквітанія — Піпін II, король (838–852); Карл II Лисий, король (839–843, 848–854)
- Ангулем — Тюрпьон, граф (839–863)
- Герцогство Васконія — Санш II Санше, граф (836–852)
- Готська марка — Адельрам I (849–852), маркіз; Ізембарт, маркіз (849–852)
  - Ампуріас, Барселона — Гільом, граф Септиманський (848–850); Адельрам I, граф (850–852)
  - Жирона — Віфред I, граф (849–852)
  - Руссільйон — Гільом Септиманський, граф (848–850); Адельрам I, граф (850–852)
  - Каркассон — Фределон, граф (849 — бл.852)
  - Тулуза — Фределон, маркграф (849 — бл.852)
  - Уржель  — Саломон, граф (848–870)
- Руерг — Раймунд I, граф (849–863)
- Нант — Ламберт II, граф (843–846, 849–851)
- Графство Овернь — Бернар I, граф (846–866)
- Отен — Гверін II, граф (844 — бл.853)
- Пуатье — Рамнульф I, граф (844–866)
- Труа — Адельрам I, граф (820–852)
- Шалон — Гверін II, граф (бл.819—бл.853)

### Німеччина
Східне Франкське королівство — Людовик II Німецький, король (843–876)
- Баварія — Людовик II Німецький, король (817–865)
- Саксонія — Людольф, граф (герцог) (840–866)
- Тюрингія — Тахульф, маркграф (849–873)
- Графство Ааргау — граф
- Єпископство Вормс — Самуель Вормський, єпископ (841—857)
- Архієпископство Зальцбург — Ліупрам, архієпископ (836–859)
- Архієпископство Кельн — Хільдеберт, архієпископ (849–850); Гюнтер, архієпископ — (850–864)
- Архієпископство Майнц — Рабан Мавр, архієпископ (847–856)
- Єпископство Пассау — Хартвіг, єпископ (840–866)
- Єпископство Регенсбург — Ерханфрід (Erchanfried), єпископ (847–864)
- Сакси — Бруно I (825–850)
- Єпископство Трір — Дітгольд, єпископ (847–868)
- Єпископство Фульда — Хатто I, єпископ (842–856)

### ЦентральнатаСхідна Європа
- Блатенське князівство — Прібіна, князь (840—861)
- Перше Болгарське царство — Пресіан, хан (836—852)
- Литва (Лютичі) — Мєлігаст (Милогост), син Любого, князь (бл.830—860)
- Велика Моравія — Ростислав, князь (846—870)
- Сербія — Властимир, князь (бл.836—бл.851)
- Паннонська Хорватія — Светимир, князь (838—бл.880)
- Приморська Хорватія — Трпимир I, герцог (845—861)
- Хозарський каганат — Ісаак, бек-мелех (840— 860)
- Волзька Булгарія — Айдар, ельтебер (володар) (815—865)

### Іспанія
- Арагон — Галіндо I Аснарес, граф (844–867)
- Астурія — Раміро I, король (842–850); Ордоньйо I, король (850–866)
  - Кастилія — Родріго, граф (850–873)
- Кордовський емірат — Абдуррахман II ібн Хакам, емір (822–852)
- Наварра (Памплона) — Іньїго Аріста, король (824–851/852)

### Італія, Серединне королівство—Лотар I, король (818–855)
- Венеціанська республіка — П'єтро Традоніко, дож (836–864)
- Князівство Беневентське — Радельхіз I, князь (839–851)
- Герцогство Сполетське — Гвідо I, герцог (842–860)
- Неаполітанський дукат — Сергій I, герцог (840–864)
- Папська держава — Лев IV, папа римський (847–855)
- Тосканська марка — Адальберт II, маркграф (846–886)
- Фріульська марка — Ебергард, маркграф (846–866)

### Візантійська імперія
Візантійська імперія — Михаїл III, імператор (842–867)

## Азія

### Західна Азія
- Аббасидський халіфат — Аль-Мутеваккіль, халіф (847–861)
- Кавказ:
  - Абхазьке царство — Теодозіо II, цар (828–855)
  - Васпуракан — Ашот (826–852)
  - Вірменський емірат — Смбат VIII Багратуні, ішхан (826–855)
  - Тао-Кларджеті  — Баграт I (Великий) Куропалат (839–876)
  - Кахетія — Самвел, князь (839–861)
  - Сюні — Григор Супан I, нахарар (832–851)
  - Тбіліський емірат — Саак бен Ісмаїл, емір (833–853)

### Центральна Азія
- Персія:
  - Табаристан — Карен, іспахбад (837–867)
  - Хорасан (династія Тахіридів) — Тахір II, емір (845—862)
- Середня Азія:
  - Самарканд (династія Саманідів) — Ахмад ібн Асад, емір (842–864)
- Киргизький каганат;— Ін-у Ченмін-хан, каган (847–867)

### Південна Азія
- Індія:
  - Малава — Siyaka I (бл.843 — 893)
  - Венгі— Східні Чалук'я — Гунага Віджаядітья III, махараджа (849–892)
  - Гуджара-Пратіхари — Міхіра Бходжа I, махараджахіраджа (836–885)
  - Західні Ганги — Ереганга Неєтімарга I, махараджа (843–870)
  - Імперія Пала — Девапала, махараджа (810–850); Махендрапала, імператор (845-860)
  - Династія Паллавів — Нандіварман III, махараджахіраджа (825–869)
  - Держава Пандья — Шрімара Шріваллабха, раджа (815–862)
  - Раштракути — Амогхаварша I, махараджахіраджа (816–878)
- Острів Шрі-Ланка:
  - Сингаладвіпа — Сена I (Матвала Сен), раджа (833-853)

### Південно-Східна Азія
- Кхмерська імперія — Джаяварман II, раджа (802–850); Джаяварман III (850-877)
- Бан Пха Лао — Лао Тонг, раджа (843–869)
- Мианг Сва — Кхун Шва Лао, раджа (бл.840 — 860)
- Наньчжао — Чжаочен-хуанді (Мен Цюаньфен'ю), ван (823–859)
- Паган — П'їнбу, король (846–876)
- Чампа — Вікрантаварман III, князь (бл.820—бл.854)
- Індонезія:
  - Матарам — Локапала, шрі-махараджа (850–890)
  - Імперія Шривіджая — Балапутра, махараджа (835 — бл.860)
  - Сунда — Прабу Гайях Кулон, король (819–891)

### Східна Азія
- Японія — Німмьо, імператор (833–850); Монтоку, імператор (850-858)
- Китай, Династія Тан — Сюань-цзун, імператор (846-859)
- Бохай — Да Ічжень, ван (831–858)
- Тибет:
  - володар Західнотибетського царства Одсрун, володар (842—893)
  - володар Центральнотибетського царства Юмдан, володар (842—875)
- Корея:
  - Об'єднана Сілла — Мунсон, ісагим (король) (839-857)
  - Пархе — Тейджин, тійо (830—857)

## Африка
- Аудагаст — Атір бін Батін, емір (бл.837 — 851)
- Імперія Гао — Айам Занка Кібао, дья (бл.830 — бл.850)
- Іфрикія — Мохаммед I ібн Абу Ікбал, емір (841–856)
- Магриб — Йахйа ібн Мухаммад, халіф (849–863)
- Некор — Саліх II ібн Саїд, емір (803–864)
- Рустаміди (Ібадити) — Абу Саїд Афлах ібн Абд ал-Ваххаб, імам (823–872)

## Америка
- Цивілізація Майя:
  - Караколь — цар
  - Копан — цар
  - Куаутітлан  — Уактлі I, цар (бл. 804–866)
  - Кулуакан — цар
  - Тікаль — Хун-Неналь-Кавіль, цар (середина IX ст.)
- Тольтеки — цар